# Boney M.
A Boney M. NSZK-beli popegyüttes, az eurodiszkó egyik legnagyobb sztárja, mely az 1970-es évek végén és az 1980-as években volt pályája csúcsán. Ekkor nemcsak Európában, hanem a kelet-ázsiai, a fekete-afrikai és az arab országokban is óriási népszerűségnek örvendett. Az együttes szülőatyja Frank Farian zenei producer volt. Fénykorában a Boney M. a legendás svéd popcsapat, az ABBA legnagyobb vetélytársa volt.
A diszkózene háttérbe szorulása az 1980-as évek első felében a Boney M.-et is érzékenyen érintette, ám ennek ellenére az együttes ebben az évtizedben is többször szerepelt a sikerlistákon, de slágerei ma is rendkívül népszerűek. Több alkalommal koncerteztek Magyarországon is. Az évek során a zenekar több átalakuláson ment keresztül, s az új évezredben több különböző együttes is járja a világot Boney M. néven. 2010. december 30-án egy szentpétervári hotelszobában holtan találták a Boney M. klasszikus felállásának frontemberét, Bobby Farrellt.

## Tagok

### Klasszikus felállás

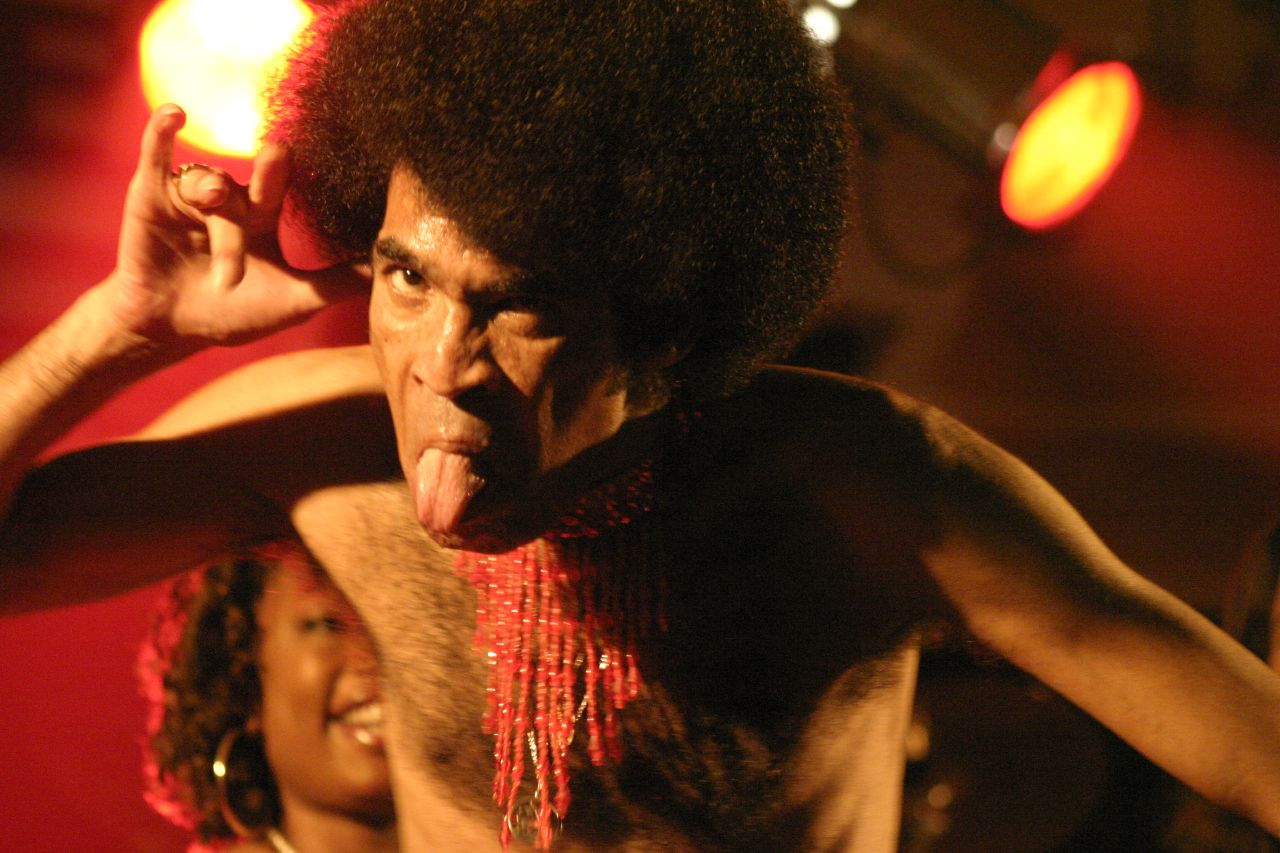
Az együttes frontembere, Bobby Farrell

- Liz Mitchell (1976-tól) – ének, háttérvokál (az együttes frontasszonya)
- Marcia Barrett (1976-tól) – ének, háttérvokál
- Maizie Williams (1975-től) – táncos, vokál
- Bobby Farrell (1976–1982, 1984–2010) – táncos, vokál
- Reggie Tsiboe (1982–1986, 1989–1990) – ének, háttérvokál (Reggie 1982-ben lépett az együttesbe Bobby Farrell helyére, majd 1984-ben Bobby visszatérése után ötösben folytatták)

Bár Reggie kivételével az együttes minden egykori tagja Boney M. néven lép fel még ma is, hivatalos Boney M.-nek az egykori frontasszony, Liz Mitchell formációja (Boney M. feat. Liz Mitchell) számít.

### Egyéb közreműködők
További tagok a különböző Boney M. formációkban a világhírű felállás 1976-os indulása előtt, majd az 1986-os hivatalos feloszlást követően:
- Claudja Barry[2] (1975) – háttérvokál
- Sheyla Bonnick (1975, 1994–2003 a Maizie Williams-féle Boney M. tagja) – háttérvokál
- Madeleine Davis (1989–1990) – háttérvokál
- Patricia „Lorna” Foster (1992-től a Liz Mitchell-féle Boney M. tagja) – háttérvokál
- Carol Grey (1992-től a Liz Mitchell-féle Boney M. tagja) – háttérvokál
- Tony „Tony Tony” Ashcroft (1994-től a Liz Mitchell-féle Boney M. tagja) – táncos, rap

## Karriertörténet

### A kezdetek
A Boney M. története 1975-ben kezdődött. Ebben az esztendőben Frank Farian, hamburgi zenei producer Baby Do You Wanna Bump címmel készített egy kislemezt, melyen ő maga énekelte a vokált: ez mindössze abból állt, hogy a zene ritmusára hébe-hóba mély hangon eldörmögte a felvétel címét. A kislemezt Boney M. néven dobta piacra. (A Boney Bonaparte Napóleon gyermekkori beceneve és a vele ellenséges brit sajtó által ráaggatott gúnyneve volt, az „M.” pedig a „Music” szó rövidítése. Más források szerint a Boney egy ausztrál televíziós sorozat hősének neve volt, és a figura akkoriban igen népszerű volt az NSZK-ban.) Miután a dal sláger lett Hollandiában és Belgiumban, Farian úgy döntött, együttest toboroz, hogy a közönség arcokhoz tudja kötni a népszerű felvételt. Az első körben csatlakozott az együtteshez Claudja Barry is, aki azonban rövidesen távozott, mert énekesnői ambícióit nem elégítette ki, hogy csak imitálja az éneklést: később szólistaként a diszkó stílus egyik európai csillaga lett (Boogie-voogie dancin’ shoes; Radio Action stb.). 1976-ra színes bőrű művészekből állt össze az a formáció, amely a Boney M. fénykorának felállása volt: Liz Mitchell és Marcia Barrett énekesnők, Maizie Williams modell és Bobby Farrell DJ. Utóbbi kettő – különösen Farrell – táncprodukciójával járult hozzá a Boney M. sikereihez. Liz korábban a Les Humphries Singers együttes (Mama Loo, Mexico, Kansas City) tagjaként szerzett színpadi gyakorlatot és szakmai tapasztalatokat.
Az együttes első nagylemeze, a Take the Heat Off Me 1976-ban készült el: 8 dalt tartalmazott, köztük természetesen a Baby Do You Wanna Bumpot. A fogadtatás azonban meglehetősen langyos volt. A csapat diszkókban, klubokban, sőt még vidéki rendezvényeken is fellépett, hogy minél szélesebb körben megismerjék nevüket és dalaikat. Az áttörés akkor következett be, amikor meghívást kaptak a Musikladen című rendkívül népszerű nyugatnémet tévés show-műsorba. Az 1976. szeptember 18-i adásban léptek fel a védjegyükké vált merész kosztümökben. A fellépés meghozta a várt eredményt: új kislemezük, a Daddy Cool a következő héten már a nyugatnémet slágerlista élén szerepelt, és az album is hirtelen kelendőnek bizonyult. A lemez több, azóta is igen népszerűnek számító slágert tartalmaz, mint például a Sunny, a No Woman, No Cry és a Fever. Mindhárom dal feldolgozás: a Boney M. repertoárjának a javát mindig is főleg a feldolgozások alkották, szemben az ABBA-val, akiknek valamennyi nagy slágere saját szerzemény. Hozzá kell tenni, a Boney M feldolgozásai, eredetiben kevésbé voltak sikeresek, egy-kettőt kivéve. Farian zenei dinamikát tett a dalhoz, sokkal ritmusosabbak lettek az eredetinél és az ABBA-val ellentétben, fúvósokat, vonósokat, több basszust tett hozzájuk, profi stúdió zenészeket alkalmazott a zenei sokszínűség kialakításához. Feldolgozni jól is lehet, ezt bizonyítja a Boney M és Frank Farian. 

### A siker évei
1977-ben jött a második album, a Love for Sale. A gyakori fellépéseknek és a rádiós lemezlovasoknak köszönhetően az LP szinte mindegyik dala sláger lett. Ezek között most is vegyesen voltak saját szerzemények (például a nagy slágerek, a Ma Baker és a Belfast) és feldolgozások (például Have You Ever Seen the Rain?; Motherless Child; Still I’m Sad). A lemezborítón a tagok majdnem teljesen meztelenül láthatók. A merésznek minősülő fotót bizonyos országokban ki is cserélték egy szolidabb fényképre. 1978 lett a Boney M. legsikeresebb éve. Új nagylemezük, a Nightflight to Venus egész Európában óriási sikernek bizonyult. A legismertebb felvétel, a Rivers of Babylon körül azonban kisebb skandalum keletkezett: az együttest plágiummal vádolták meg, de az ügyet sikerült peren kívüli megegyezéssel lezárni. A dal Angliában is listavezető lett, sőt még az amerikai Billboard toplistáján is bejutott a legjobb 30 közé. Magyarországon a Rasputin körül támadtak bonyodalmak: a felvételt letiltották a Magyar Rádióban, állítólag azért, mert sértette szovjet barátaink érzékenységét. (A sláger a hírhedt orosz sarlatánról, Raszputyinról szólt, aki az utolsó orosz cár uralkodása idején hihetetlen befolyásra tett szert.) Valójában a túlbuzgó magyar illetékesek rosszul mérték fel a szovjetek ingerküszöbét, hiszen – a nyugati együttesek közül elsőként – a Boney M. még 1978-ban fellépett a Szovjetunióban, és műsorukban a kifogásolt dal is szerepelt, mellyel kirobbanó sikert arattak. Egyéb nagy slágerek az albumról: Brown Girl in the Ring; Painter Man; Nightflight to Venus. Ugyancsak 1978-ban került az üzletekbe a Mary’s Boy Child – Oh My Lord című kislemez, amely rendkívül népszerű lett, és azóta is egyike a legismertebb karácsonyi popzenei örökzöldeknek. 1978 az Egyesült Királyságban is a Boney M. éve volt. A Rivers of Babylon / Brown Girl in the Ring kislemez az ötödik, a Mary’s Boy Child / Oh My Lord pedig tizedik helyen szerepel minden idők legtöbb példányban eladott angol kislemezeinek listáján.
Az 1979-es esztendő egy olyan Boney M.-slágert is hozott, amely csak kislemezen jelent meg: a Hooray! Hooray! It’s a Holi-Holiday az évek során szintén a popzene örökzöldjei közé került. Ezután jelent meg az új LP, amely az Oceans of Fantasy címet kapta. Legismertebb slágerei a Gotta Go Home, az El Lute, a Bahama Mama és a Calendar Song. A rajongók kevéssé díjazták azonban, hogy a Ribbons of Blue című, kislemezről már ismert dal alig kétperces változatban került fel csupán az A oldal végére. Kellemes meglepetés volt viszont Farian másik sikercsapata, az Eruption kitűnő énekesnőjének, Precious Wilsonnak a vendégszereplése két felvételen: Let It All Be Music; Hold On I’m Coming. A lemezborítón került sor a nagy leleplezésre, miszerint a férfi vokált valójában a producer, Frank Farian énekli, és nem az „örökmozgó” Bobby Farrell, mint ahogyan azt addig a nagyközönség gondolta.

### A válság évei
1980 válságot hozott a Boney M. életébe. A tagok között feszültségek támadtak, anyagi természetű vitákat is megszellőztetett a bulvársajtó, és abban az esztendőben nem jelent meg új stúdiólemez az együttestől. Azért a rajongók mégsem maradtak új Boney M.-dalok nélkül: a The Magic of Boney M. – 20 Golden Hits című válogatásalbumra két vadonatúj dal is felkerült, az I see a Boat on the River és a My Friend Jack. További két kislemez is a boltokba került az 1980-as esztendő folyamán: a Children of Paradise zenei világa arra utalt, hogy a diszkómuzsika világában bekövetkezett trendváltozásokat a Boney M. is követni kívánja, a Felicidad (Margherita) viszont egyértelműen a tőlük korábban megszokott hangzást idézte. A rajongók nagy bánatára e két kislemez dalai nem kerültek fel az együttes soron következő nagylemezére, sőt a CD korszakban megjelent számtalan Boney M.-válogatáson is csupán rövidített formában hallhatók. (Az 1981-ben megjelent Children of Paradise - The Greatest Hits of Boney M. – Vol. 2 című nyugatnémet válogatásalbumon azonban teljes terjedelmükben szerepelnek ezek a dalok.)
Akármennyit is változott a poppiac a '80-as évek elejére, a Boney M.-nek sikerült jelentősebb presztízsveszteség nélkül átvészelni a diszkózene hanyatlásának időszakát: 1981-es nagylemezük, a Boonoonoonoos jól fogyott, bár nem érte el a korábbi LP-k nagy népszerűségét. A legismertebb sláger egy szuahéli népdal, a Malaika eredeti nyelven előadott változata volt, melyet a Boney M.-et megelőzve a Saragossa Band már 1978-ban műsorára tűzött. Az albumról a We Kill the World (Don’t Kill the World) ugyancsak megnyerte a közönség tetszését.
A Boonoonoonoos album kedvező fogadtatása után még abban az évben megjelent az együttes karácsonyi albuma, a Christmas Album, amely tartalmazza az 1978-as Mary’s Boy Child - Oh My Lord című slágert, valamint további világhírű karácsonyi slágerek feldolgozását. Azonban ez sem oldotta meg az együttesen belüli problémákat, ráadásul Liz, sőt az éneklést addig csak imitáló Bobby Farrell is szólókarrierbe kívánt kezdeni. Farrell 1982-ben végül elhagyta az együttest, helyére pedig Reggie Tsiboe érkezett, aki ezután több sikeres dal szólóját énekelte. 1982-ben és 1983-ban csupán kislemezek jelentek meg a Boney M. nevével, ilyen például a Jimmy Cliff-féle Going Back West feldolgozása Reggie Tsiboe énekével. A hűséges rajongók azonban nem felejtették el kedvencüket, és nekik köszönhetően az együttes 1984-es albuma, a Ten Thousand Lightyears már megjelenés előtt, az előjegyzések révén aranylemez lett. Az LP magyar vonatkozású érdekessége, hogy két szerzemény is Omega-slágereken alapul: a Future World a Tízezer lépés, a Wild Planet című felvétel pedig az Ajánlott útvonal zenei motívumait használta fel. A korong legnépszerűbb dala azonban egy lírai felvétel volt, a Somewhere in the World. 1984 egyébként megint jó év volt a Boney M. számára, mivel két aktuális olasz sláger feldolgozásaival több európai országban a toplisták élvonalában szerepelt: a Kalimba de Luna eredetijét Tony Esposito, a Happy Songét a Baby’s Gang énekelte. Ez utóbbiban már újra szerepelt Bobby Farrell is, aki két szóló kislemeze, a King of Dancing és az I See You sikertelensége után 1984-ben újra visszatért a Boney M.-hez. Még 1984-ben adták ki a Kalimba de Luna – 16 Happy Songs című válogatásalbumot is, melyet számos rajongó csalódással fogadott, mivel a legtöbb dal nem teljes hosszában szerepel rajta.
1985-ben jelent meg az Eye Dance, amely azonban csak szolid sikert eredményezett. Említésre méltó sláger csupán Stevie Wonder dala, a My Chérie Amour feldolgozása volt. A következő évben újabb válogatáslemez jelent meg az együttestől, illetve a 10 éves jubileumra elkészítették első nagy közös sikerük, a Daddy Cool új változatát. Úgy tűnt, itt be is fejeződik a Boney M. pályafutása, hiszen Frank Farian az új popzenei divatoknak megfelelően már újabb sztárok (előbb a FAR Corporation, majd a Milli Vanilli) befuttatásán munkálkodott. Az együttes feloszlását egy nyugatnémet televíziós műsorban jelentették be. A Daddy Cool ’86  nem csupán lezárta a Boney M. karrierjének első, legsikeresebb évtizedét, hanem lényegében egy új korszak nyitánya is volt: innentől kezdve jószerivel csak régebbi sikerszámaik felmelegített változataival jelentkeztek a poppiacon.

### Feldolgozások, válogatások
1988-ban New Boney M. néven jelent meg egy új maxi, a Citizen, ám nem volt különösebb visszhangja. Annál nagyobb tetszéssel fogadta viszont a közönség a Greatest Hits Of All Times – Remix´88 című albumot, amelynek promóciója kapcsán az eredeti négy tag még egyszer utoljára együtt lépett színpadra. A siker eredményeként a következő esztendőben egy újabb nagylemezen további Boney M.-remixek láttak napvilágot: Greatest Hits Of All Times, Vol. 2 – Remix´89. Ugyanezen év végén Stories címmel aztán új kislemez jelent meg a Boney M.-től, de az eredeti felállásból ekkor már csak Liz Mitchell volt tagja az együttesnek, valamint újra csatlakozott a csapathoz Reggie Tsiboe. 1992-ben az ABBA példáját követve a Boney M. is albumot adott ki legnagyobb slágereiből GOLD – 20 Super Hits címmel, melynek a folytatása is a boltokba került a következő évben. A More GOLD – 20 Super Hits Vol. 2 érdekessége, hogy 4 új dal is szerepel rajta Liz Mitchell előadásában: Time To Remember, Lady Godiva, Da La De La, Papa Chico. Ez utóbbi ismét egy Tony Esposito-dal feldolgozása volt. Ezen két nagy sikerű válogatásalbum promóciójához a producer Frank Farian Liz Mitchellt kérte fel, aki ettől fogva Boney M. feat. Liz Mitchell formációjával mint hivatalos Boney M. járja a világot. Az ezredvég remix-őrülete sem múlhatott el Boney M. nélkül: a 20th Century Hits című lemezen az együttes legnagyobb sikerei szerepelnek a kor divatjának megfelelően felturbósított változatban. (A hajdani eurodisco-sztárok közül akkortájt Amanda Lear, a Baccara, az À La Carte és a Dschinghis Khan is kiadott hasonló stílusú albumot.) A 30 éves jubileumra, 2006-ban megjelent egy válogatás a csapattól, s ezen ismét helyet kapott egy friss Liz Mitchell-dal. 2008-ban két Boney M.-válogatás is az üzletekbe került. A The Collection 3 CD-t tartalmaz: az elsőn az 1970-es, a másodikon az 1980-as évek legnagyobb Boney M.-slágerei hallhatók, a harmadikon pedig olyan maxiváltozatok, melyek lézerlemezen addig még sosem jelentek meg legálisan. A Rivers of Babylon – A Best Of Collection is tartalmaz olyan felvételeket, melyek CD-n addig még nem jelentek meg: az I’m Born Again 4:17 hosszúságú változatát, illetve a Gadda-Da-Vida (8:55) és a Rasputin (7:32) maxiverzióját.
2006-tól Liz Mitchell a Boney M. feat. Liz Mitchell nevű együttesével turnézik, miközben Maizie, valamint Bobby is egy másik formációval, ugyancsak Boney M. néven koncertezik szerte a világban. Frank Farian kizárólag a Liz Mitchell-féle együttest tekinti az eredeti Boney M. utódjának. A negyedik előadó, Marcia Barrett sokáig szólóban dolgozott, de egy ideje ő is saját Boney M. produkciójával turnézik. Az ötödik előadó Reggie Tsiboe 1990-ben búcsút mondott a Boney M.-nek.
Az ABBA Mamma Mia című óriási sikerű musicaljének mintájára a Boney M. nagy slágerei nyomán is musical készült Daddy Cool címmel, melyet Angliában és Németországban már nagy érdeklődés mellett játszanak. A darab londoni ősbemutatóján a producer Frank Farian mellett az eredeti tagok közül a két énekesnő, Liz Mitchell és Marcia Barrett, valamint az együtteshez később csatlakozott Reggie Tsiboe is részt vett.

## Ismertebb lemezeik

### Kislemezek
- 1975 Baby Do You Wanna Bump (Part I & II)
- 1976 Daddy Cool / No Woman No Cry
- 1976 Sunny / New York City
- 1977 Ma Baker / Still I’m Sad
- 1977 Got a Man on my Mind / Perfect (feat. Liz Mitchell)
- 1977 Belfast / Plantation Boy
- 1978 Rivers of Babylon / Brown Girl in the Ring
- 1978 Rasputin / Painter Man
- 1978 Mary’s Boy Child – Oh My Lord / Dancing in the Streets
- 1979 Hooray! Hooray! It’s a Holi-Holiday / Ribbons of Blue
- 1979 El Lute / Gotta Go Home
- 1979 I’m born again / Bahama Mama
- 1980 I see a Boat on the River / My Friend Jack
- 1980 Children of Paradise / Gadda-Da-Vida
- 1980 Felicidad (Margherita) / Strange
- 1981 Malaika / Consuela Biaz
- 1981 We Kill the World (Don’t Kill the World) / Boonoonoonoos
- 1981 Little Drummer Boy / Medley
- 1982 Going Back West / The Carnival Is Over
- 1982 Zion's Daughter / White Christmas
- 1983 Jambo – Hakuna Matata (No Problems) / African Moon
- 1984 Somewhere in the World / Exodus
- 1984 Kalimba de Luna / Ten Thousand Lightyears
- 1984 Happy Song / Schools out (Bobby Farell with the School Rebels közreműködésével)
- 1985 My Chérie Amour / Sample City
- 1985 Young Free and Single / Blue Beach
- 1986 Daddy Cool´86 Recording / B.M. a Go-Go (Medley)
- 1986 Bang Bang Lulu / Chica Da Silva
- 1988 Rivers of Babylon (Remix) / Mary's Boy Child (Remix)
- 1988 Megamix
- 1989 The Summer Mega Mix
- 1989 Malaika (Lambada Remix)
- 1989 Everybody Wants to Dance like Josephine Baker / Cluster Jammin´
- 1990 Stories (feat. Liz Mitchell)
- 1992 Boney M. Megamix
- 1993 Brown Girl in the Ring (Remix)
- 1993 Ma Baker (Remix´93)
- 1994 Papa Chico (feat. Liz Mitchell)
- 1999 Ma Baker (Boney M. vs. Sash!)
- 1999 Daddy Cool '99 (feat. Mobi T)
- 2000 Sunny (Boney M. 2000 néven)
- 2001 Daddy Cool 2001
- 2006 Sunny 2006 (feat. Mousse T.)
- 2007 Mary's Boy Child – Oh My Lord

### Stúdióalbumok
- 1976 Take the Heat Off Me
- 1977 Love for Sale
- 1978 Nightflight to Venus
- 1979 Oceans of Fantasy
- 1981 Boonoonoonoos
- 1981 Christmas Album
- 1984 Ten Thousand Lightyears
- 1985 Eye Dance

### Válogatások
- 1980 The Magic Of Boney M. – 20 Golden Hits
- 1981 Children of Paradise – The Greatest Hits of Boney M. – Vol. 2
- 1984 Kalimba de Luna – 16 Happy Songs (Boney M. with Bobby Farrell)
- 1984 Christmas With Boney M.
- 1986 The Best Of 10 Years – 32 Superhits
- 1986 Die 20 schönsten Weihnachtslieder der Welt
- 1986 The 20 Greatest Christmas Songs
- 1988 Greatest Hits Of All Times – Remix '88
- 1989 Greatest Hits Of All Times – Remix '89 – Volume II
- 1991 The Collection
- 1991 Daddy Cool – Star Collection
- 1992 Gold – 20 Super Hits
- 1992 The Most Beautiful Christmas Songs of the World
- 1993 The Greatest Hits
- 1993 More Gold – 20 Super Hits Vol. II (+ 4 új dal Liz Mitchell közreműködésével)
- 1995 Sunny
- 1996 Happy Songs
- 1996 Daddy Cool
- 1996 Painter Man
- 1996 Hit Collection
- 1996 Best In Spain
- 1997 The Best Of Boney M.
- 1998 Norske Hits
- 1998 A Wonderful Christmas Time
- 1998 Christmas Party
- 1999 Ultimate
- 1999 20th Century Hits (Boney M. 2000 néven)
- 2000 25 Jaar Na Daddy Cool
- 2000 The Ultimate Collection
- 2000 The Complete Collection
- 2000 Their Most Beautiful Ballads
- 2001 L’Essentiel
- 2001 Greatest Hits
- 2001 The Best Of Boney M. – Original Hits
- 2001 The Greatest Hits
- 2003 Christmas Party
- 2006 The Magic of Boney M. (+ 1 új dal Liz Mitchell közreműködésével) (Nem azonos az 1980-ban megjelent nagylemezzel!)
- 2007 Hit Collection
- 2007 Christmas with Boney M.
- 2008 The Collection (3 CD)
- 2008 Rivers of Babylon – A Best Of Collection

### Videó, VCD, DVD
- 1993 Gold – Video / VCD (Hongkong)
- 2001 Gold – DVD (Európa)
- 2001 Greatest Hits (Anglia)
- 2002 Special Edition (Dél-Korea)
- 2003 Special Edition EP (Anglia)
- 2006 The Magic Of Boney M.
- 2007 Fantastic Boney M. – On Stage & On The Road